# Deportivo Municipal de La Paz
Maillots
Le Deportivo Municipal La Paz est un club bolivien de football basé dans la capitale du pays, La Paz et fondé en 1944.

## Histoire
Fondé le 20 octobre 1944, le Club Deportivo Municipal La Paz remporte son premier trophée en 1961 lorsqu'il remporte la Copa Simón Bolivar, la compétition qui rassemble les huit meilleures équipes issues des championnats régionaux de Bolivie. Ce succès lui permet de participer pour la première fois à la Copa Libertadores, en 1962, où il se fait éliminer dès le premier tour.
Un second titre est remporté quatre ans plus tard, avec une nouvelle qualification pour la Copa Libertadores 1966. Comme en 1962, le parcours s'arrête prématurément à l'issue du premier tour.
En 1973, grâce à un beau parcours en Copa Simón Bolivar (finale perdue face au Club Deportivo Jorge Wilstermann), le club de la capitale participe pour la troisième fois à la plus prestigieuse des compétitions sud-américaines des clubs, sans connaître plus de succès que lors des campagnes précédentes.
En 1977, lors de la mise en place du championnat national dans le pays, le club fait partie des équipes engagées dans la première édition de cette nouvelle compétition. Il se maintient au plus haut niveau national jusqu'en 1985, où il est rétrogradé après avoir terminé à l'avant-dernière place du classement. Le Deportivo ne remonte parmi l'élite que dix ans plus tard après un titre de champion de D2. Ce deuxième séjour en première division ne dure que deux saisons et en 1997, il redescend en deuxième division.

## Palmarès
- Copa Simón Bolivar (D1) :
  - Vainqueur en 1961 et 1965
  - Finaliste en 1958, 1963 et 1973
- Copa Simón Bolivar (D2) :
  - Vainqueur en 1995